# L'Âge d'or (film, 1930)
Pour les articles homonymes, voir Âge d'or (homonymie).
Pour plus de détails, voir Fiche technique et Distribution.
L'Âge d'or est un film français réalisé par Luis Buñuel et sorti en 1930. Ce film, décrit comme « anticlérical et antibourgeois », est coécrit par Buñuel et Salvador Dalí.

## Synopsis
Histoire de la communion totale mais éphémère de deux amants que séparent les conventions familiales et sociales et les interdits sexuels et religieux, le film est une succession d'épisodes allégoriques teintés d'humour noir, commençant par un documentaire sur les scorpions et s'achevant sur une transposition des Cent Vingt Journées de Sodome de Sade.
Le scénario est le prétexte à des scènes blasphématoires dénonçant l'ordre bourgeois qui a provoqué la guerre : un chien écrasé, un violon dont on joue à coups de pied, un ostensoir frôlé par des chevilles féminines qui « font le trottoir », un aveugle maltraité, une bourgeoise giflée par un invité à cause d'une maladresse, un enfant tué par son père à coup de fusil dans l'indifférence générale, un évêque défenestré, le Christ vêtu d'une robe immaculée transposé en duc de Blangis sortant d'une orgie.

## Fiche technique
- Réalisation : Luis Buñuel
- Scénario : Luis Buñuel et Salvador Dalí[2].
- Assistants réalisateurs : Claude Heymann et Jacques B. Brunius
- Régisseur : Jean Gastaldi[3],[4]
- Musique : Mendelssohn, Beethoven, Mozart, Richard Wagner, Franz Schubert, Debussy[5], paso doble de Georges van Parys.
- Chef d'orchestre : Armand Bernard[3]
- Directeur de prises de sons : Dr. P. P. Brauer[3],[6] pour les films sonores Tobis (procédé Tobis-Klang film)[7]
- Opérateur : Albert Duverger[3],[8]
- Décors : Pierre Schildknecht
- Assistant décorateur : Serge Pimeroff[5]
- Production : Vicomtesse de Noailles et Charles Vicomte de Noailles
- Société de distribution : Corinth Films (1979)
- Affiches: André Vigneau[3],[9]
- Budget : 1 000 000 FRF
- Pays de production :  France
- Lieux de tournage : studios de Billancourt, studios de la Tobis, Épinay-sur-Seine pour les prises de vues sonores, Paris 16e, Montmorency, environ de Cadaqués (Cap Creus)[5]
- Langue originale : français
- Genre : film d'avant-garde
- Format : noir et blanc
- Durée : 61 minutes
- Date de sortie : 28 novembre 1930

## Distribution
- Gaston Modot : l'homme
- Lya Lys : la femme
- Caridad de Laberdesque : la femme de chambre
- Germaine Noizet : la marquise
- Lionel Salem : le duc de Blangis
- Max Ernst : le chef des bandits
- Duchange : le chef d'orchestre
- Joseph Llorens Artigas : le gouverneur
- Pierre Prévert : Peman, un bandit
- Paul Éluard la voix
- Valentine Hugo
- Jacques Brunius
- Bonaventura Ibáñez (en) : Marquis de X[10],[11]

## Accueil
« Film injurieux pour la patrie, la famille et la religion. »

— Le secrétaire adjoint au Conseil de vigilance de Son Éminence le cardinal Jean Verdier, archevêque de Paris, à la sortie du film
L'Âge d'or est censuré dès sa sortie pour la violence du propos antipatriotique, antihumaniste et, surtout, antichrétien. Son ton pessimiste et lyrique en fait « peut-être l'unique film intentionnellement surréaliste. »
Il est classé en 1949 par la Cinémathèque française parmi les cent chefs-d'œuvre du cinématographe.
Chaque année depuis 1955, la Cinémathèque royale de Belgique et le musée du cinéma de Bruxelles décernent le prix de l'Âge d'or à l’auteur d’un film qui « par l’originalité, la singularité de son propos et de son écriture, s’écarte délibérément des conformismes cinématographiques. »

« Luis Buñuel a jeté avec L'Âge d'or le seul vrai cri, le plus inimitable hurlement en faveur de la liberté humaine de toute l'histoire du cinéma. Ce film brille d'un éclat incomparable au ciel du septième art : c'est l'étoile sur laquelle tous les cinéastes, épris d'indépendance à l'égard des idées reçues ou à l'égard des bons sentiments routiniers peuvent et pourront toujours orienter leur difficile navigation. »

— Freddy Buache

## Autour du film
L'image sert, à la manière de l'écriture automatique, à des associations de mots à prendre au pied de la lettre comme « ostensoir » « caniveau ». S'il propose diverses recherches formelles comme le collage, le film n'a pas la même ambition plastique qu'Un chien andalou.

### Histoire d'un scandale
Le film est une commande de Charles de Noailles, dont la femme Marie-Laure de Noailles, d'ascendance juive, est une des plus importantes fortunes de France. Soutenue par celle-ci qui se veut une amie des surréalistes, il y consacre plus d'un million de francs. La première a lieu à la mi juillet 1930 dans leur hôtel particulier 11 place des États-Unis devant une trentaine d'invités choisis, intellectuels et amis qui, déroutés, font un accueil poli. La diffusion du film provocateur est en soi un acte artistique qui suscite une curiosité mondaine et que le producteur veut rendre public. La censure est achetée et la première séance publique a lieu le 22 octobre à onze heures trente au Panthéon Rive Gauche. Au buffet qui suit chez les Noailles, André Thirion, passablement agacé par ces aristocrates qui se piquent de révolution, fracasse dans un flot d'injures les verres contre les miroirs du salon sous le regard flegmatique que porte le fils de feu le prince de Poix sur la performance.
Le film est projeté de nouveau le 28 novembre 1930 au Studio 28. Le 3 décembre, quelques dizaines de militants d'extrême droite, de la Ligue des patriotes notamment, investissent le cinéma aux cris de « Mort aux juifs! » et de « On va voir s'il y a encore des chrétiens en France! », jettent de l'encre violette sur l'écran, lancent des fumigènes et des boules puantes, chassent les spectateurs à coups de canne. Les tableaux de Salvador Dalí, Max Ernst, Miró et Yves Tanguy, les photographies de Man Ray accrochés dans le hall sont lacérés à coups de couteau. Dix jeunes gens sont arrêtés, ils appartiennent aux Jeunesses patriotes et à la Ligue antijuive et déclarent que le film est une insulte à la maternité. Le Figaro, suivi par quelques journaux de droite comme L'Écho de Paris, ainsi que le conseiller municipal Gaston Le Provost de Launay, qui fait allusion au vicomte de Noailles sans le nommer, protestent également contre ce film et demandent son interdiction. Les journaux financés par François Coty appellent par ailleurs au soulèvement lors de la projection de L'Âge d'or de Luis Buñuel,,.
Le préfet de police Jean Chiappe demande à la Commission de censure d'intervenir pour supprimer certains passages, puis, comme les protestations continuent, prend un arrêté interdisant la projection à Paris et saisit à nouveau la Commission, qui interdit la diffusion du film. Le 12 décembre, le film est saisi. Il ne s'agit que de la copie de projection amputée des coupes imposées. Le négatif original a été caché et conservé par le vicomte de Noailles. Le 26 décembre une nouvelle réunion de la Commission de censure met hors de cause le producteur et recommande de n'incriminer que le propriétaire de la salle, Jean Mauclaire, qui ne sera pas inquiété. Le 2 janvier, les surréalistes diffusent un tract de quatre pages dénonçant la « police d'Hitler ». Une campagne « anti boches », « anti juifs » et « anti protestants » est ourdie contre le vicomte, sans effets sur sa personne. Des centaines d'articles passionnés, favorables ou haineux, paraissent dans la presse de Valparaíso à Moscou en passant par New York.
En 1937, une copie tronquée circule sous le titre Dans les eaux glacées du calcul égoïste. Le film figure en 1949 dans une sélection présentée au public par la Cinémathèque française des Cent chefs-d'œuvre du cinéma. Gaumont n'obtient la levée de l'interdiction de projeter qu'en 1981 à, l'occasion de l'élection de François Mitterrand.

### Restauration 4K et prises de vues originales non retenues dans le montage final
En 2019,  la Cinémathèque française et le Centre Pompidou (MNAM-CCI / Service du cinéma expérimental) effectuent la restauration 4K du film grâce au soutien de la maison de champagne Piper-Heidsieck et des films Pathé, mécènes de la Cinémathèque française. Les travaux ont été réalisés à partir des négatifs nitrate image et son d'origine et des éléments de sauvegarde conservés dans les deux institutions. Certains plans du négatif image original en état de décomposition ont pu être retrouvés et remplacés grâce à la restauration argentique de 1993, menée par le Centre Pompidou avec le soutien de la Fondation Gan pour le cinéma.
Des prises de vues originales non retenues dans le montage final ont également été retrouvées et sont visibles en ligne.

### Film d'animation
En 2018, Salvador Simó a réalisé un film d'animation, Buñuel après l'âge d'or, qui retrace notamment l'histoire du tournage de Terre sans pain. Au début du film, une scène montre la projection de L'Âge d'or (incluant quelques véritables extraits du film) puis le récit évoque le scandale et les conséquences sur la carrière de Luis Buñuel, qui parvient difficilement à financer un nouveau film.